# Mary Sidney

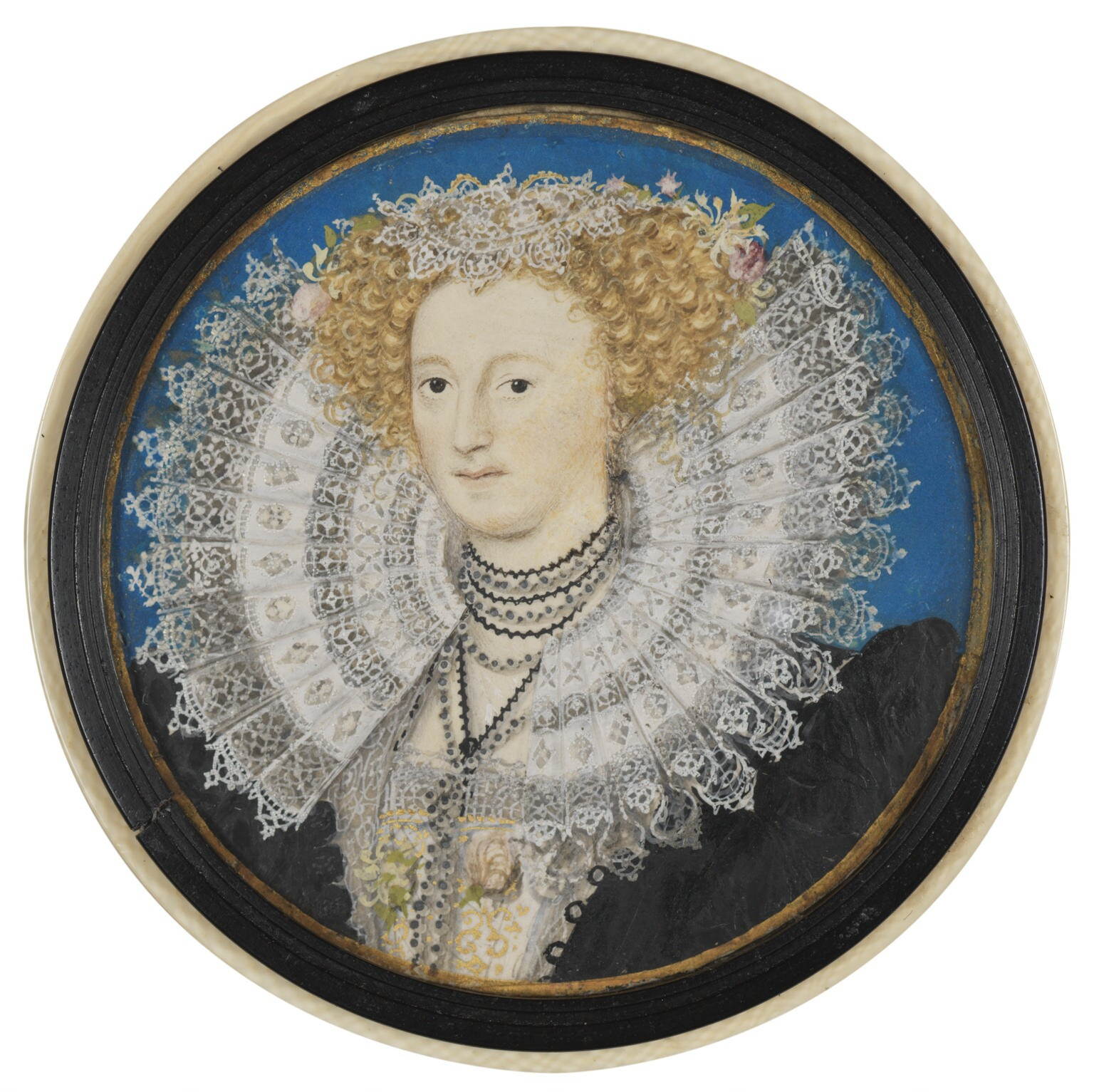
Mary Herbert Sidney op een portret van Nicholas Hilliard, ca. 1590

Mary Herbert, geboren als Mary Sidney (Bewdley, Worcestershire 27 oktober 1561 – Londen, 25 september 1621), was een Engels schrijfster en vertaalster en een van de eerste vrouwen in Engeland die zich actief bezighielden met literatuur.

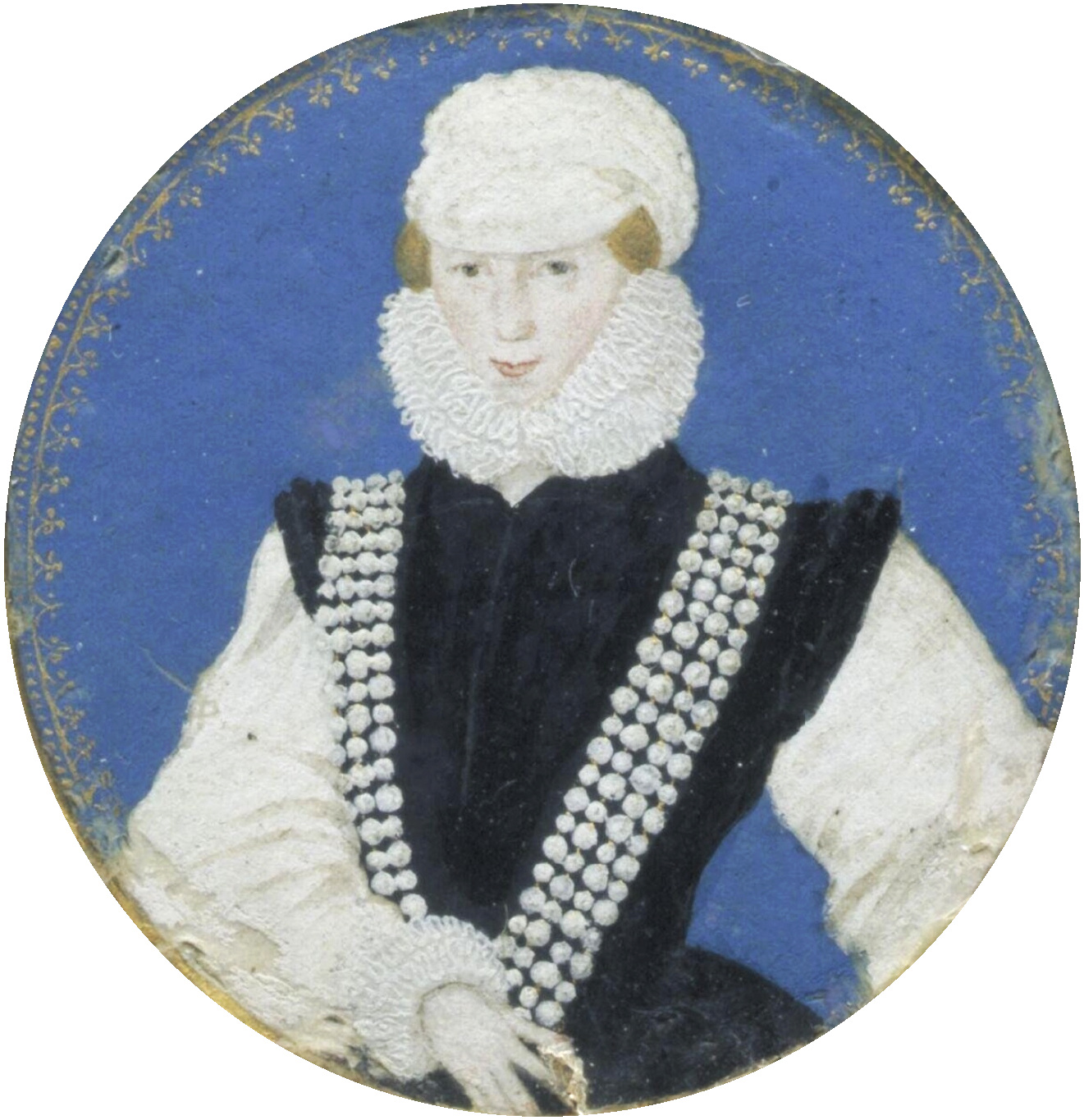
Lady Mary Dudley Sidney, de moeder van Mary (ca. 1575). Een miniatuurportret van hofschilder Levina Teerlinc

Mary Sidney was  een van de drie dochters van Sir Henry Sidney en Lady Mary Sidney, hovelingen van Elizabeth I. Haar vader als politicus; haar moeder  als hofdame. Zij was een dochter van John Dudley, de 1e hertog van Northumberland en een zus van Robert Dudley, 1e graaf van Leicester. 
Mary werd thuis opgeleid en kreeg onderricht in vakken als Frans, Italiaans, Grieks, Latijn en muziek. Zij was een gunstelinge van de koningin, die haar op 15-jarige leeftijd naar het hof uitnodigde als gezelschapsdame.  In 1576 trouwde zij, op 17-jarige leeftijd, met Henry Herbert, 2e graaf van  Pembroke. Henry was al in de 40 en Mary was zijn derde vrouw. Hij was eerder getrouwd geweest met Catherine Grey, maar dat huwelijk werd nietig verklaard nadat haar zuster Jane Grey als koningin terecht was gesteld. Zijn tweede vrouw was Catherine Talbot, een dochter van de graaf van Shrewsbury.
Met dit huwelijk werd Mary Herbert op jeugdige leeftijd gravin van Pembroke. Het paar woonde voornamelijk in Wilton House, nabij Salisbury in Wiltshire. Zij kregen vier kinderen, onder wie William Herbert, 3e graaf van Pembroke (1580–1630) en Philip Herbert (1584 – 1649) die na de dood van zijn broer de vierde graaf zou worden. Deze twee zoons waren degenen aan wie William Shakespeares First Folio werd opgedragen. Beiden waren zij ook begunstigers van Shakespeares theatergezelschap de King's Men. Hun vader was gedurende de jaren 1590 sponsor van het gezelschap Pembroke's Men.
Het echtpaar, geïnteresseerd in kunst en literatuur, verzamelde een uitgebreide groep kunstenaars om zich heen, waaronder dichters, musici en beeldend kunstenaars. Hieronder bevonden zich onder meer Edmund Spenser, die zijn werk Ruines of Time aan haar opdroeg, en Michael Drayton, Sir John Davies en Samuel Daniel.  In 1586 overleden Mary's ouders en haar broer Philip. Na de dood van haar echtgenoot in 1601 leidde zij een meer teruggetrokken bestaan. Zij zelf stierf in Londen aan pokken en werd na een dienst met groot ceremonieel in St Paul's Cathedral naast haar man begraven in de Kathedraal van Salisbury. 
Haar literaire werk omvat een versie van Arcadia van haar geliefde broer Philip Sidney, gepubliceerd als The Countess of Pembroke's Arcadia, vertalingen van Robert Garniers Antoine (The Tragedie of Antonie, 1595), Duplessis-Mornay's 'Discours de la vie et de la mort' en 'Trionfo della morte' van Petrarca. Ook schreef zij een aantal gedichten, waaronder een elegie voor haar broer en een berijmde vertaling van de Psalmen, The Psalms of David. Haar werk werd veel gelezen en was van invloed op latere dichters als George Herbert en John Donne. 